# アマザル川
アマザル川（アマザルがわ、ロシア語:  Амазар）は、ロシア連邦のザバイカリエ地方を流れるアムール川の左支流の一つである。
満洲語などのツングース語ではアムバ・ゲルビチ川/大ゲルビチ川（ᠠᠮᠪᠠ
ᡤᡝᡵᠪᡳᠴᡳ
ᠪᡳᡵᠠ、Amba Gerbici bira、格爾必斉河）と呼ばれていた。

## 概要
アマザル川の長さは290㎞、流域面積は11,100㎢で、大アマザル川と小アマザル川の合流によって形成される。10月以降は凍結し、解氷するのは4月下旬〜5月上旬ころのこととなる。流域には104の湖があり、総面積は2.55㎢に及ぶ。
アマザル川（大ゲルビチ川）よりもさらに上流にはゴルビツァ川（ゲルビチ川）が存在し、18世紀の清朝（ダイチン・グルン）では両者を混同することもあった。